# 의성 진민사 소장 고문서
의성 진민사 소장 고문서(義城 鎭民祠 所藏 古文書)는 대한민국 경상북도 의성군 사곡면, 진민사에서 소장하고 있는 고문서이다. 2017년 1월 5일 경상북도의 문화재자료 제653호로 지정되었다.

## 개요
이번에 문화재로 신청된 자료는 의성김씨 오토재 종중과 지역민이 진민사를 설립해 현재까지 제향하고 있는 일괄(133점)의 관련 문서로서, 현재 의성 조문국박물관에 위탁 보관되어 있다.
진민사는 홍건적을 소탕한 공(功)으로 의성군으로 책록된 김용비(金龍庇)의 공덕을 기리기 위해 고려 말에 설립되어 조선 초기에 제향체제를 갖춘 것으로 추정되는 사당이다. 여러 차례의 화재로 소실되어 중수되었지만 소장된 고문서는 원본 또는 일부 사본이 전승되고 있다. 이들 문서는 조선 중기부터 근현대까지 작성된 것으로 가장 이른 것은 16세기 후반의 기록이다. 사우의 제향, 재산관리, 문중 문화 등과 관련하여 문화적 전통을 살펴 볼 수 있는 귀중한 자료이다. 문서 특징은 시기적 단절 없이 지속적으로 이루어져 기록문화유산으로서의 의미가 있으며, 한 문중에서 장기간에 걸쳐 향사와
문중관련 문서를 수장해 온 것은 매우 희귀한 사례이다. 따라서 진민사 소장 고문서 133점을 일괄하여 문화재자료로 지정한다.

## 지정 내역
| 일련번호        | 명칭                    | 재료  | 구조·형식 ·형태 | 규격(cm) | 수량  | 기타 특징                    |
| --------------- | ----------------------- | ----- | --------------- | -------- | ----- | ---------------------------- |
| 文化財 資料 653 | 義城 鎭民祠 所藏 古文書 | 133點 | 133點           | 133點    | 133點 | 133點                        |
| -1)             | 金氏 歷史와 子孫錄      | 紙    | 寫本            |          | 7點   | 조선중기(16세기 후반)∼근현대 |
| -2)             | 田畓·器物 關係          | 紙    | 寫本            |          | 4點   | 조선중기(16세기 후반)∼근현대 |
| -3)             | 鎭民祠宇 關係           | 紙    | 寫本            |          | 23點  | 조선중기(16세기 후반)∼근현대 |
| -4)             | 規定類                  | 紙    | 寫本            |          | 7點   | 조선중기(16세기 후반)∼근현대 |
| -5)             | 展省錄                  | 紙    | 寫本            |          | 16點  | 조선중기(16세기 후반)∼근현대 |
| -6)             | 都錄                    | 紙    | 寫本            |          | 43點  | 조선중기(16세기 후반)∼근현대 |
| -7)             | 時到錄                  | 紙    | 寫本            |          | 14點  | 조선중기(16세기 후반)∼근현대 |
| -8)             | 報告書                  | 紙    | 寫本            |          | 5點   | 조선중기(16세기 후반)∼근현대 |
| -9)             | 謁廟錄                  | 紙    | 寫本            |          | 4點   | 조선중기(16세기 후반)∼근현대 |
| -10)            | 對官文書                | 紙    | 寫本            |          | 10點  | 조선중기(16세기 후반)∼근현대 |

## 참고 자료
- 의성 진민사 소장 고문서 - 국가유산청 국가유산포털